# Bruine zuringsnuitkever
De bruine zuringsnuitkever (Lixus bardanae) is een keversoort uit de familie snuitkevers (Curculionidae).

## Uiterlijke kenmerken
De bruine zuringsnuitkever heeft een langwerpig, cilindervormig lichaam. Het oppervlak is geelbruin en lijkt met stuifmeelpoeder bezaait. Het vrouwtje heeft een zwarte snuit, bij het mannetje heeft deze dezelfde kleur als het lichaam.

## Leefwijze
De volwassen kever voedt zich met de bladeren van zuringsoorten als veldzuring (Rumex acetosa) en krulzuring (R. crispus). Het vrouwtje legt individuele eieren in de stengel, waarin de uitgekomen larven gangen vreten. De verpopping vindt plaats in holtes in de stengel, die van binnen bekleed zijn met uitwerpselen. Eind september kruipt de nieuwe generatie volwassen kevers in de grond. Ze overwinteren in een opgerichte positie rond de wortels van de waardplant.